# Can Vilaseca (Mataró)
Can Vilaseca és un edifici de Mataró (Maresme) protegit com a Bé Cultural d'Interès Local.

## Descripció
Es tracta d'un casal de planta baixa i tres plantes pis. L'últim pis és fruit d'una ampliació de l'edifici inicial. Presenta tres obertures en planta baixa amb brancals i llindes de pedra, dos balcons al primer pis i dues finestres al segon i tercer pis. Els balcons de la planta primera són amb enreixat de ferro forjat i rajola vidriada. L'edifici acaba amb un ràfec de coronament. Aquest edifici juntament amb la casa núm. 26 forma un bon escenari urbà.